# 25. prosinec
25. prosinec je 359. den roku podle gregoriánského kalendáře (360. v přestupném roce). Do konce roku zbývá 6 dní. V tento den je slaven 1. svátek vánoční, což je oficiální název pro Slavnost Narození páně (též Boží hod vánoční).

## Události

### Česko
- 1874 – V Praze byla ustanovena Národní strana svobodomyslná, nazývaná „mladočeši".
- 1930 – Premiéra prvního českého zvukového filmu Fidlovačka podle hry Josefa Kajetána Tyla s hudbou Františka Škroupa.
- 1956
  - Československý rozhlas zrušil hraní sovětské hymny každou noc.
  - Premiéra českého filmu Synové hor režiséra Čeňka Duby. Podkladem filmu byla skutečná událost, kterou ve své povídce popsal František Kožík.

### Svět
- 0800 – Papež Lev III. korunoval Karla Velikého římským císařem.
- 1000 – Uherský velkokníže Štěpán z dynastie Arpádovců je korunován prvním uherským králem.
- 1046 – Jindřich III. Černý je korunován římským císařem.
- 1066 – Po vpádu do Anglie byl Vilém Dobyvatel korunován anglickým králem a tím dovršil dobytí Anglie Normany.
- 1559 – 224. papežem je zvolen Giovanni Angelo de Medici, který si vybral jméno Pius IV.
- 1914 – Vánoční příměří: Britští a němečtí vojáci v zákopech u belgického města Ypry přerušili boje a společně oslavili Vánoce.
- 1979 – Sovětská armáda vstoupila do Afghánistánu, začala desetiletá sovětská válka v Afghánistánu.
- 1989 – Před výjimečným vojenským tribunálem proběhl soudní proces a následná poprava Nicolaea Ceaușescua a Eleny Ceaușescuové.
- 1991 – Michail Sergejevič Gorbačov rezignoval na post prezidenta Sovětského svazu.
- 2016 – Po startu v Soči se do Černého moře zřítilo ruské letadlo Tu-154 s 91 lidmi na palubě, včetně členů pěveckého souboru Alexandrovci a devíti novinářů. Letadlo letělo do Sýrie.
- 2021 – Byl vypuštěn vesmírný dalekohled Jamese Webba

## Narození

### Česko

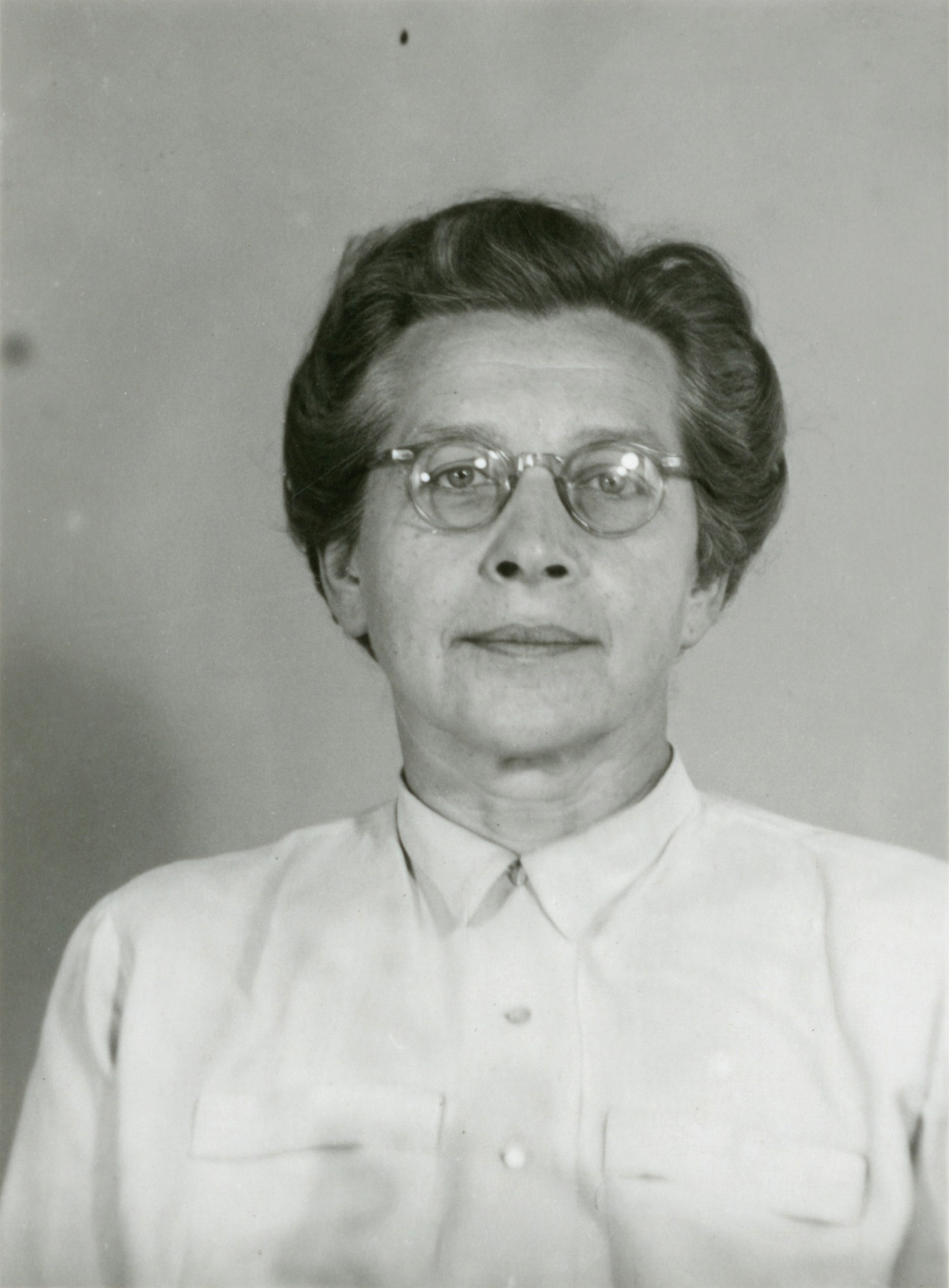
Milada Horáková (* 1901)

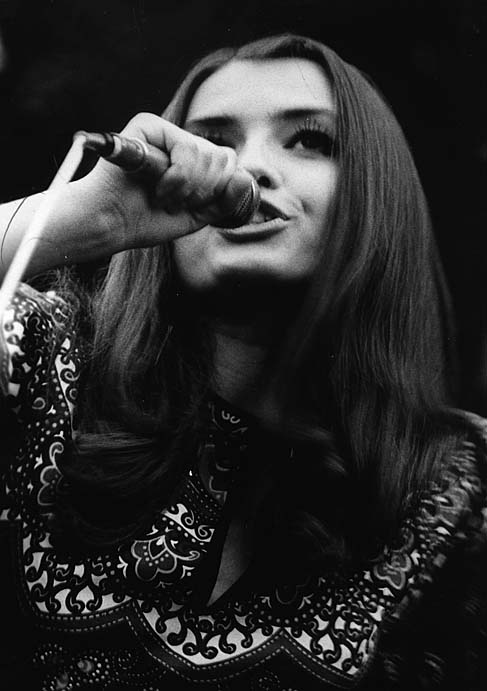
Miluška Voborníková (* 1949)

- 1829 – Emanuel Tonner, pedagog, novinář, překladatel a politik († 4. dubna 1900)
- 1846 – Emanuel Leminger, pedagog a archeolog († 3. prosince 1931)
- 1849 – Jan Evangelista Nečas, právník, básník a překladatel († 30. ledna 1919)
- 1857 – Jan Alois Kubíček, kněz, církevní historik († 3. března 1929)
- 1858 – Karel Emanuel Macan, nevidomý hudební skladatel, zakladatel slepecké knihovny († 6. února 1925 Praha)
- 1870 – Jan Kaftan, hudební skladatel († 1. května 1908)
- 1871 – Josef Hucl, československý politik († 27. dubna 1948)
- 1879
  - Vojtěch Dundr, československý politik († 7. září 1957)
  - Igo Etrich, rakouský letecký konstruktér († 4. února 1967)
- 1883 – Fran Lhotka, chorvatský hudební skladatel českého původu († 26. ledna 1962)
- 1896 – Štefan Kočvara, československý exilový politik († 17. října 1973)
- 1898 – Jaroslav Fragner, architekt a malíř († 3. ledna 1967)
- 1900 – Jan Filip, archeolog († 30. dubna 1981, Praha)
- 1901 – Milada Horáková, právnička a politička († 27. června 1950)
- 1907 – Josef Kostohryz, spisovatel a překladatel († 24. května 1987)
- 1908 – Jan Seidel, hudební skladatel († 23. června 1998)
- 1911 – Svatoslav Štěpánek, sériový vrah († 8. listopadu 1938)
- 1921 – Jan Florian, malíř, sochař a restaurátor († 12. prosince 2007)
- 1923 – Karel Havlíček, stepař, tanečník standardních i latinskoamerických tanců († 28. prosince 2007)
- 1924 – Karel Polák, ministr stavebnictví České soc. rep.
- 1925 – Bohuslav Korejs, skladatel chrámové hudby († 7. dubna 2023)
- 1932 – Štěpán Zavřel, ilustrátor, animátor, grafik, malíř a spisovatel († 25. února 1999)
- 1933 – Eva Křížová-Dobiášová, československá basketbalistka
- 1938 – Ladislav Svoboda, lékař a politik († 13. ledna 2024)
- 1942 – Věra Komárková, průkopnice ženského horolezectví († 25. květen 2005)
- 1945 – Richard Tesařík, zpěvák
- 1949 – Miluška Voborníková, zpěvačka
- 1953 – Antonín Procházka, herec, dramatik, scenárista a divadelní režisér
- 1959 – Radim Špaček, biolog, politik, monarchista
- 1965 – David Rath, lékař a politik
- 1975 – Lenka Petrášová, novinářka, reportérka († 2021)
- 1976 – Pavel Bělobrádek, politik
- 1983 – Alexandr Hylák, hokejový brankář
- 1993 – Gabriela Franková, modelka, Česká Miss 2014

### Svět

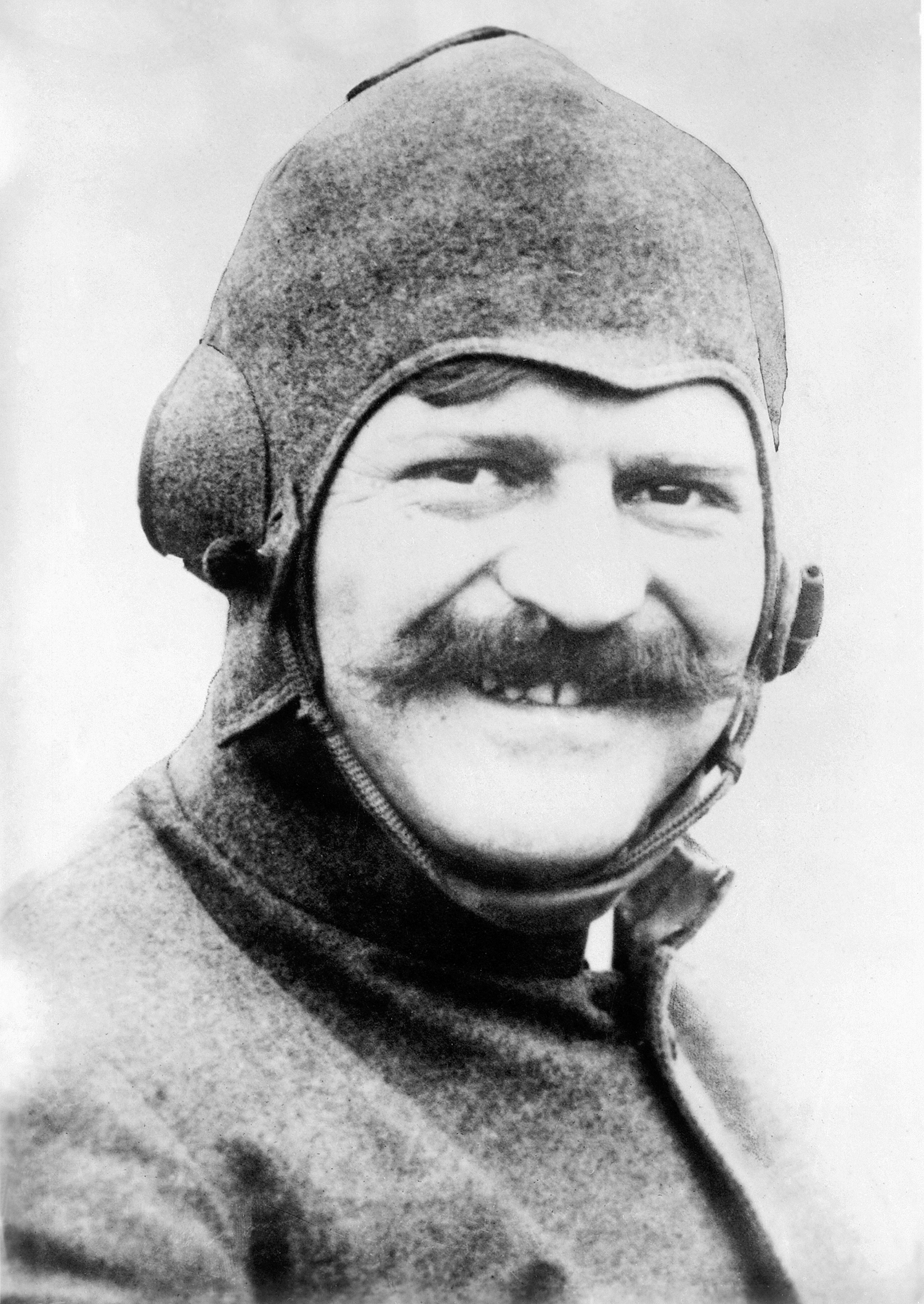
Louis Chevrolet (* 1878)

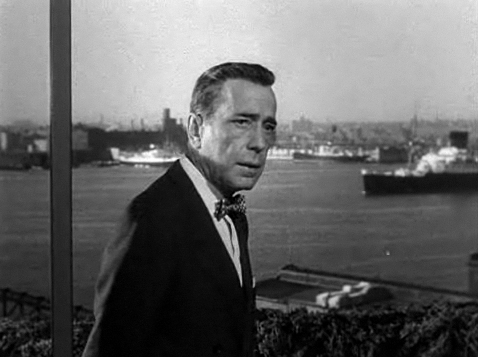
Humphrey Bogart (* 1899)

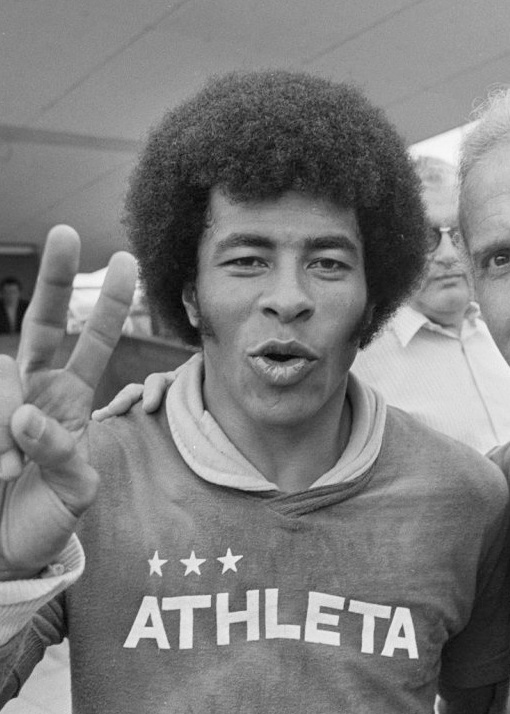
Jairzinho (* 1944)

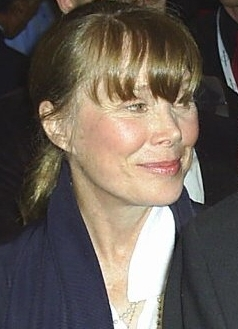
Sissy Spacek (* 1949)

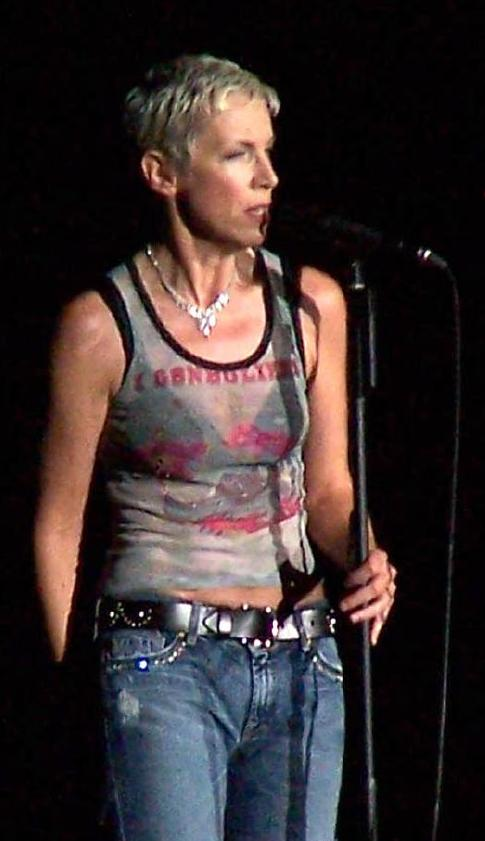
Annie Lennox (* 1954)

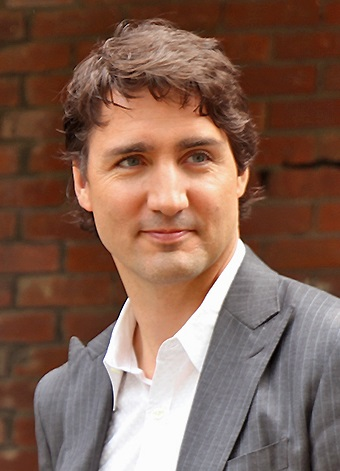
Justin Trudeau (* 1971)

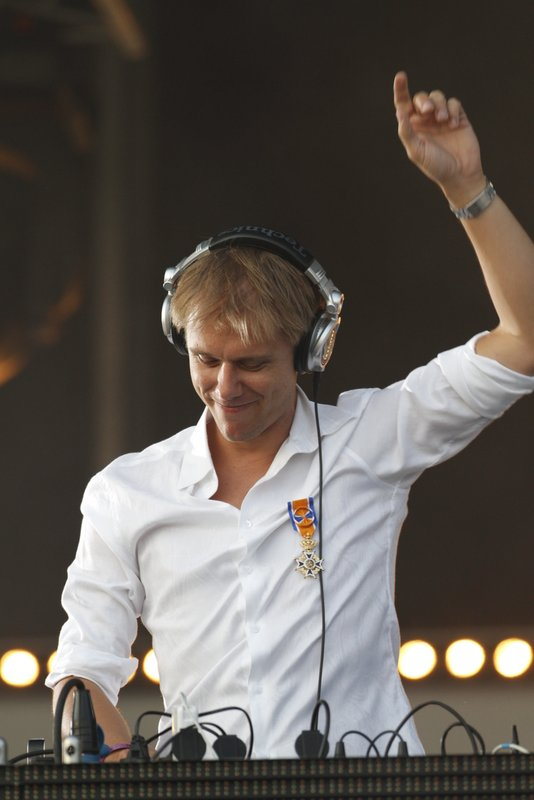
Armin van Buuren (* 1976)

- 1250 – Jan IV. Laskaris, nikájský císař († okolo 1305)
- 1424 – Markéta Skotská, dcera skotského krále Jakuba I. († 16. srpna 1445)
- 1458 – Cunehisa Amago, japonský vládce († 30. listopadu 1541)
- 1569 – Jan Bok, dolnolužický humanistický básník, pedagog a politik působící především na Slovensku († 1621)
- 1583 – Orlando Gibbons, anglický renesanční skladatel a varhaník († 5. června 1625)
- 1584 – Markéta Habsburská, manželka Filipa III. Španělského, španělská, portugalská, neapolská a sicilská královna († 3. října 1611)
- 1616 – Christian Hoffmann von Hoffmannswaldau, německý básník, epigramatik a politik († 18. dubna 1679)
- 1624 – Angelus Silesius, slezský, německy píšící, básník († 9. července 1677)
- 1652 – Archibald Pitcairne, skotský lékař († 20. října 1713)
- 1686 – Giovanni Battista Somis, italský houslista a hudební skladatel († 14. srpna 1763)
- 1698 – Jacobus Houbraken, nizozemský rytec († 14. listopadu 1780)
- 1700 – Leopold II. Maximilián Anhaltsko-Desavský, německý askánský princ a vládce knížectví Anhalt-Dessau († 16. prosince 1751)
- 1711 – Jean-Joseph de Mondonville, francouzský skladatel a houslista († 8. října 1772)
- 1717 – Pius VI., papež († 29. srpna 1799)
- 1720 – Anna Maria Mozartová, matka W. A. Mozarta († 3. července 1778)
- 1722 – Josef I. Adam ze Schwarzenbergu, rakouský a český šlechtic, vévoda krumlovský († 17. února 1782)
- 1724 – John Michell, anglický filosof a geolog († 29. dubna 1793)
- 1730 – Noël Martin Joseph de Necker, německý lékař a botanik francouzského původu († 30. prosince 1793)
- 1735 – Traugott Bartelmus, slezský luteránský duchovní († 13. září 1809)
- 1774 – Johann Heinrich Fenner von Fenneberg, německý lékař a básník († 16. prosince 1849)
- 1805 – Marija Nikolajevna Volkonská, manželka děkabristy S. G. Volkonského († 10. srpna 1863)
- 1810
  - Lorenzo Langstroth, americký kněz a včelař († 6. října 1895)
  - Francis de La Porte de Castelnau, francouzský přírodovědec († 4. února 1880)
- 1820 – Jan Swerts vlámský malíř († 11. srpna 1879)
- 1825 – Henri de Bornier, francouzský dramatik a básník († 28. ledna 1901)
- 1826 – Georg Krauss, německý průmyslník († 5. listopadu 1906)
- 1833 – Eduard von Kindinger, předlitavský státní úředník a politik († 26. dubna 1906)
- 1850 – Mark Natanson, ruský revolucionář († 29. července 1919)
- 1866 – James Ewing, americký patolog († 16. května 1943)
- 1875 – Theodor Innitzer, vídeňský arcibiskup a rakouský kardinál († 9. října 1955)
- 1876
  - Muhammad Alí Džinnáh, generální guvernér Pákistánu († 11. září 1948)
  - Adolf Otto Reinhold Windaus, německý chemik († 1959)
- 1878 – Louis Chevrolet, automobilový závodník a spoluzakladatel firmy Chevrolet († 6. června 1941)
- 1883 – Samuel Hugo Bergmann, izraelský filosof, zakladatel Židovské národní knihovny, rektor Hebrejské univerzity v Jeruzalémě († 18. června 1975)
- 1884 – Evelyn Nesbitová, americká modelka a herečka († 17. ledna 1967)
- 1886
  - Gotthard Heinrici, německý generál ve druhé světové válce († 13. prosince 1971)
  - Franz Rosenzweig, německo-židovský filosof († 10. prosince 1929)
- 1893 – Mieczysław Smorawiński, polský generál, zavražděn v Katyňi († duben 1940)
- 1895 – Stefan Grot-Rowecki, polský generál, novinář a vůdce Zemské armády († 2. srpna 1944)
- 1899
  - Barnett Stross, britský lékař a politik, iniciátor kampaně za obnovu Lidic († 13. května 1967)
  - Humphrey Bogart, americký herec († 14. ledna 1957)
- 1900 – Antoni Zygmund, polský matematik († 1992)
- 1903 – Ján Bendík, slovenský poslanec († 25. února 1970)
- 1904 – Gerhard Herzberg, kanadský fyzik a chemik, nositel Nobelovy ceny za chemii za rok 1971 († 3. března 1999)
- 1905 – Bjambyn Rinčen, mongolský spisovatel († 4. března 1977)
- 1906
  - Ernst Ruska, německý fyzik, nositel Nobelovy ceny († 1988)
  - Martin Glaessner, australský geolog a paleontolog († 23. listopadu 1989)
- 1910 – Elefter Luarsabovič Andronikašvili, gruzínský fyzik († 9. září 1989)
- 1911 – Louise Bourgeois, francouzská sochařka († 31. května 2010)
- 1913 – Tony Martin, americký zpěvák a herec († 27. července 2012)
- 1915 – Pete Rugolo, americký jazzový aranžér a skladatel († 16. října 2011)
- 1916 – Ahmed Ben Bella, první prezident nezávislého Alžírska († 11. dubna 2012)
- 1918
  - Anvar as-Sádát, prezident Sjednocené arabské republiky († 6. října 1981)
  - Angelica Garnett, britská spisovatelka a malířka († 4. května 2012)
- 1922 – Fritz Fellner, rakouský historik († 23. srpna 2012)
- 1923 – René Girard, francouzský historik a literární kritik († 4. listopadu 2015)
- 1924 – Atal Bihárí Vádžpejí, premiér Indie
- 1925
  - Ge'ula Kohenová, izraelská politička a novinářka († 18. prosince 2019)
  - Carlos Castaneda, americký spisovatel a šarlatán († 27. dubna 1998)
- 1927
  - Ernie Andrews, americký zpěvák († 21. února 2022)
  - Ram Narayan, hindský hudebník († 9. listopadu 2024)
- 1933 – Joachim Meisner, německý kardinál († 5. července 2017)
- 1934 – Ben Dixon, americký bubeník
- 1935 – Albín Brunovský, slovenský malíř a grafik († 20. ledna 1997)
- 1936 – Alexandra, Lady Ogilvy, britská princezna
- 1939
  - Don Alias, americký jazzový perkusionista († 29. března 2006)
  - Bob James, americký zpěvák a hráč na klávesové nástroje
- 1942 – Barry Goldberg, americký hudebník († 22. ledna 2025)
- 1943
  - Trevor Lucas, folkový hudebník australského původu († 4. února 1989)
  - Wilson Fittipaldi, brazilský automobilový závodník, pilot Formule 1, a podnikatel († 24. února 2024)
- 1944
  - Jairzinho, brazilský fotbalista
  - Henry Vestine, americký kytarista († 20. října 1997)
- 1945 – Noel Redding, anglický rockový kytarista († 11. května 2003)
- 1948
  - Merry Clayton, americká zpěvačka
  - Alia al-Hussein, jordánská královna († 9. února 1977)
- 1949
  - Miri Aloni, izraelská zpěvačka
  - Sissy Spacek, americká herečka a zpěvačka
  - Joe Louis Walker, americký bluesový zpěvák a kytarista († 30. dubna 2025)
  - Naváz Šaríf, ministerský předseda Pákistánu
- 1950 – Bartholomew Ulufa'alu, premiér Šalomounových ostrovů 1997 – 2000 († 25. května 2007)
- 1952 – Desireless, francouzská zpěvačka
- 1954
  - Joaquín Guzmán, šéf mexického drogového kartelu Sinaloa
  - Annie Lennox, britská zpěvačka, politická aktivistka
- 1957 – Shane MacGowan, irský hudebník, zpěvák, kytarista († 30. listopadu 2023)
- 1958 – Alannah Myles, kanadská zpěvačka a skladatelka
- 1959 – Michael Anderson, americký fyzik, astronom, vojenský letec a astronaut († 1. února 2003)
- 1964 – Gary McAllister, skotský fotbalista
- 1968 – Helena Christensenová, dánská topmodelka
- 1971 – Justin Trudeau, kanadský politik a premier
- 1976 – Armin van Buuren, nizozemský trance DJ, Tuomas Holopainen, finský hudebník, spoluzakladatel kapely Nightwish
- 1993 – Madeleine Malongaová, francouzská zápasnice

## Úmrtí

### Česko

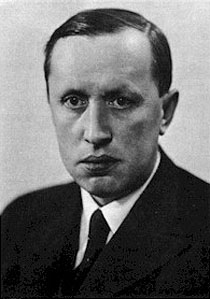
Karel Čapek († 1938)

- 1086 – Judita Přemyslovna, dcera Vratislava II. a Adléty Uherské, manželka polského knížete Vladislava I. Heřmana (* 1056/1058)
- 1769 – Josef Winterhalder starší, moravský sochař (* 10. ledna 1702)
- 1805 – Ignác Schröffel z Mannsberku moravský ekonom a císařský úředník (* 1731)
- 1815 – Josef Mader, právník a numismatik (* 8. září 1754)
- 1842 – Bedřich Diviš Weber,hudební skladatel, hudební vědec a pedagog (* 9. října 1766)
- 1879 – František Josef Řezáč, kněz a pedagog (* 6. ledna 1819)
- 1882 – Josef František Doubek, podnikatel a politik (* 1806)
- 1890 – Vincenc Josef Rott, pražský obchodník (* 18. května 1813)
- 1904 – František Ferdinand Šamberk, dramatik, herec a režisér (* 21. dubna 1838)
- 1909 – Emanuel von Proskowetz starší, rakouský průmyslník a politik (* 11. prosince 1818)
- 1910 – Antonín Bělohoubek, chemik (* 28. dubna 1845)
- 1911 – Josef Braniš, historik umění, archeolog a spisovatel (* 23. března 1853)
- 1924 – František Xaver Stejskal, kněz, profesor církevních dějin a patrologie (* 27. listopadu 1866)
- 1937 – František Žákavec, historik umění (* 23. února 1878)
- 1938
  - Karel Čapek, spisovatel (* 9. leden 1890)
  - Gustav Mazanec, československý politik (* 29. července 1873)
- 1939 – Ján Brežný, československý politik (* 27. března 1871)
- 1953 – Artuš Černík, básník a publicista (* 26. července 1900)
- 1967 – Josef Kokeš, malíř (* 16. listopadu 1906)
- 1968 – Josef Krosnář, československý politik, ministr československých vlád (* 19. října 1891)
- 1985 – Augustin Uher, novinář, spisovatel a historik (* 17. února 1908)
- 1988 – Karel Havlíček, výtvarník (* 31. prosince 1907)
- 1991 – Petr Hana, malíř (* 4. června 1945)
- 1994 – Miloslav Balun, československý krasobruslař (* 14. prosince 1920)
- 1997 – Vojtěch Tkadlčík, římskokatolický teolog (* 8. února 1915)
- 2006
  - František Benhart, literární kritik, slavista a překladatel (* 10. září 1924)
  - Emil Juliš, básník a výtvarník (* 21. října 1920)
- 2007 – Miroslav Brdička, fyzik (* 12. září 1913)
- 2018 – Aleš Kubát, herec (* 5. dubna 1988)
- 2019 – Taťana Fischerová, herečka, spisovatelka, moderátorka, politička (* 6. června 1947)

### Svět

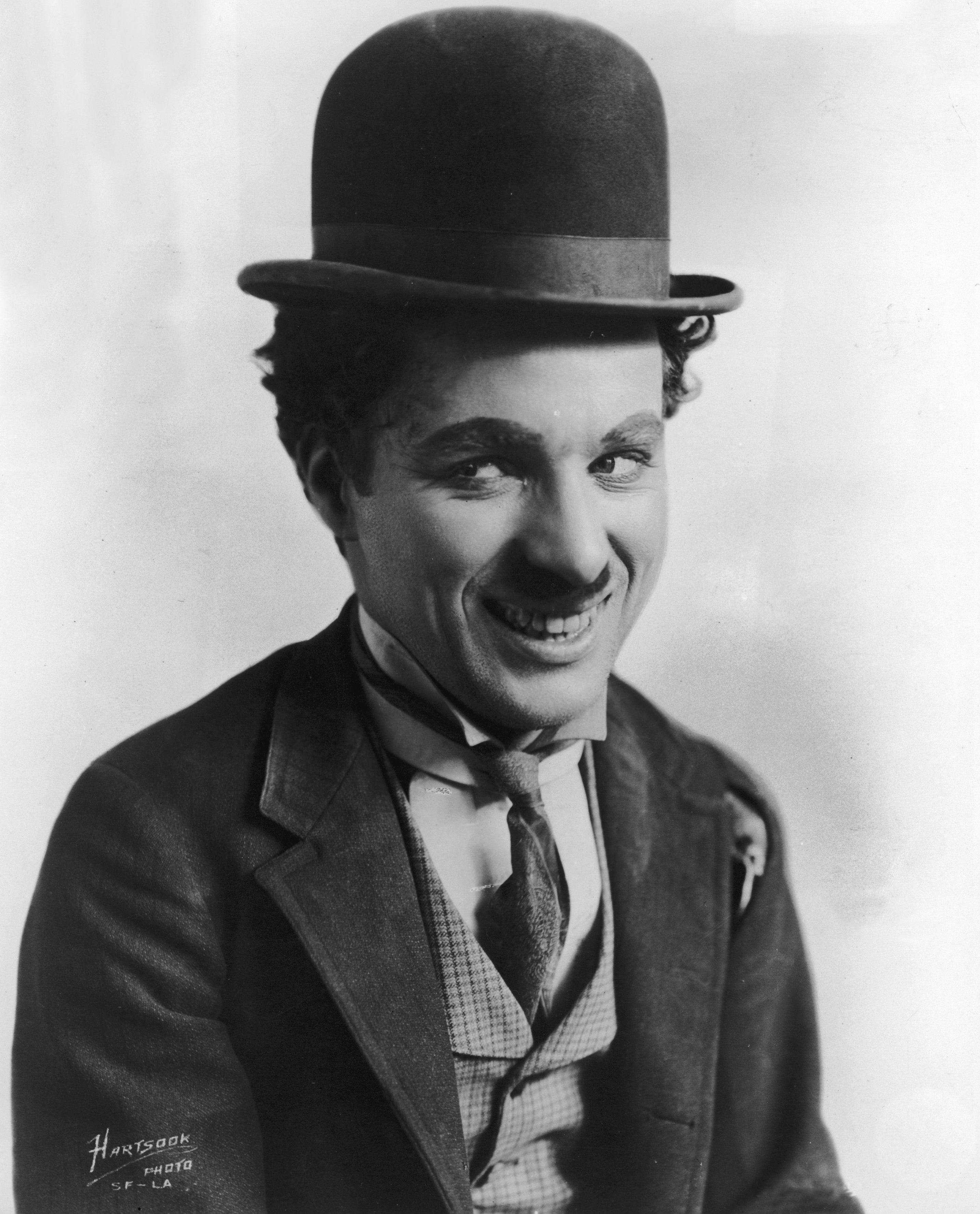
Charlie Chaplin († 1977)

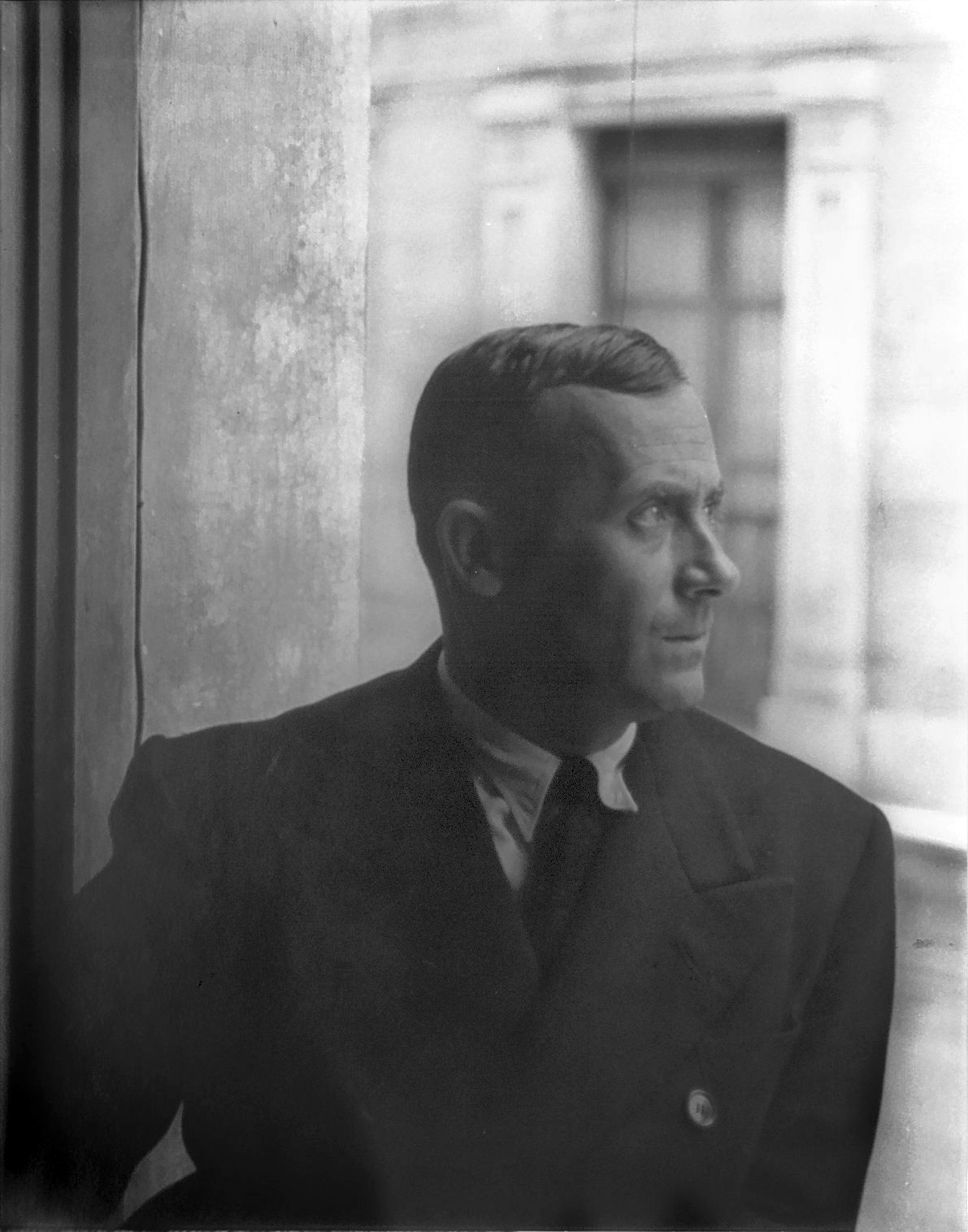
Joan Miró († 1983)

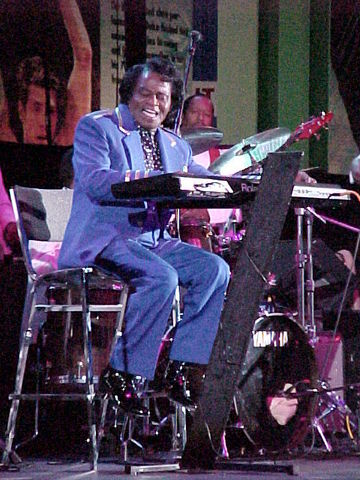
James Brown († 2006)

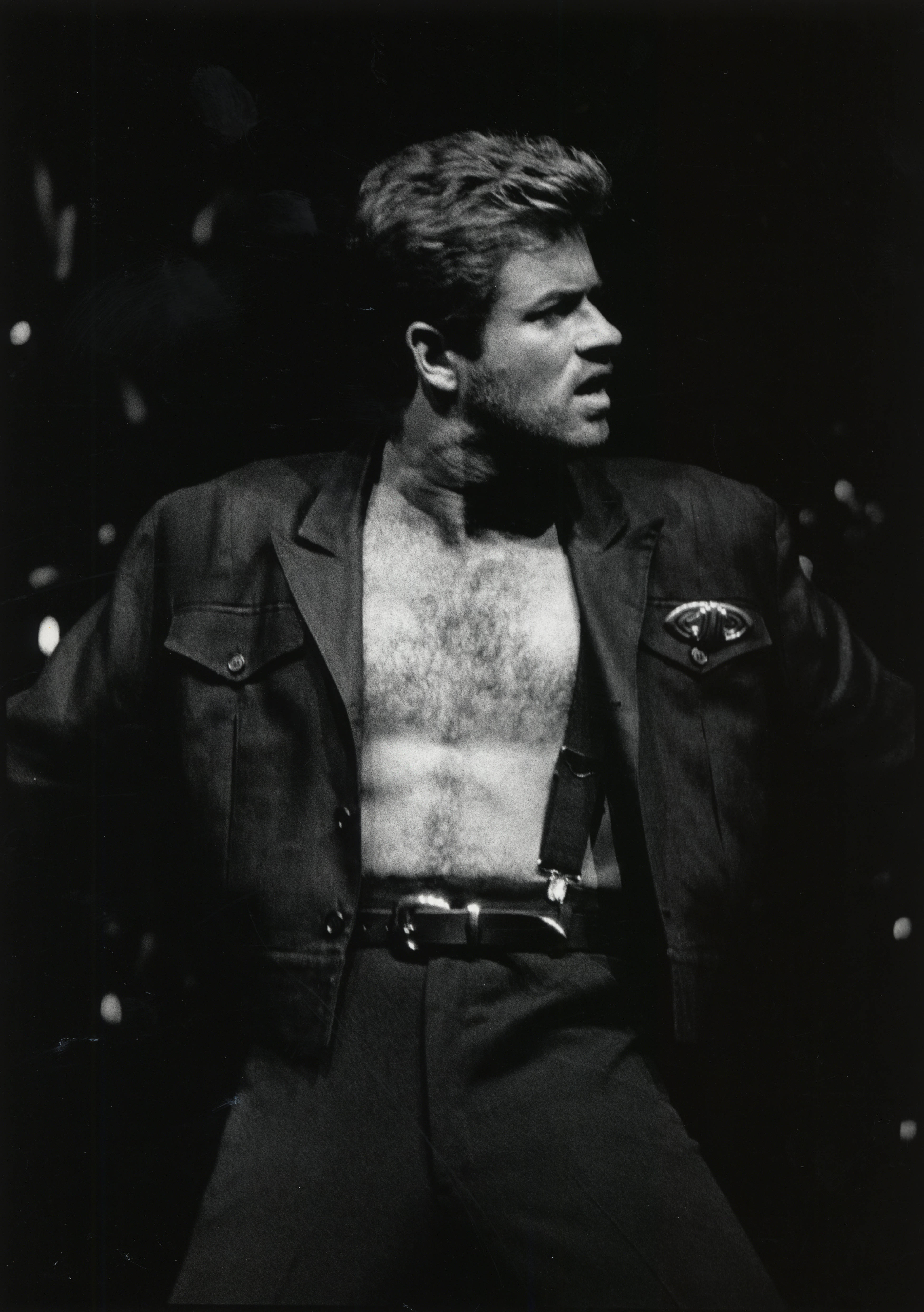
George Michael († 2016)

- 0795 – Hadrián I., papež (* ?)
- 0820 – Leon V. Arménský, byzantský císař (* ?)
- 1359 – Beatrix Bavorská, manželka švédského protikrále Erika XII. (* 1344)
- 1361 – Anežka Hlohovská, hlohovská princezna, dolnobavorská vévodkyně a titulární uherská královna (* mezi 1293–97)
- 1406 – Jindřich III. Kastilský, kastilský král (* 4. října 1379)
- 1553 – Pedro de Valdivia, španělský conquistador, první guvernér Chile (* 17. dubna 1497)
- 1605 – John Davis, anglický mořeplavec (* 1550)
- 1639 – Jan Kristián Břežský, lehnický a břežský kníže (* 28. srpna 1591)
- 1648 – Klaudie Medicejská, arcivévodkyně tyrolská, dcera toskánského velkovévody Ferdinanda I. (* 4. června 1604)
- 1676 – William Cavendish, 1. vévoda z Newcastle, anglický šlechtic a politik (* 6. prosince 1592)
- 1683 – Kara Mustafa, osmanský generál a velkovezír (* 1635)
- 1685 – Jean-Baptiste Boësset, francouzský hudební skladatel (* 1614)
- 1794 – Harry Paulet, 6. vévoda z Boltonu, britský admirál, politik a šlechtic (* 6. listopadu 1720)
- 1818 – Catherine-Dominique de Pérignon, francouzský generál, císařský maršál (* 31. května 1754)
- 1820 – Joseph Fouché, francouzský revoluční politik (* 21. května 1759)
- 1850 – Frédéric Bastiat, francouzský liberální ekonom (* 30. června 1801)
- 1885 – Eugène Emmanuel Amaury Duval, francouzský malíř (* 16. dubna 1808)
- 1887 – Johann Jakob Bachofen, švýcarský právník a historik (* 22. prosince 1815)
- 1898 – Georges Rodenbach, belgický spisovatel (* 16. července 1855)
- 1903 – Albert Schäffle, německý ekonom, předlitavský politik (* 24. února 1831)
- 1904 – Guido Bodländer, německý chemik (* 1855)
- 1909 – Richard Bowdler Sharpe, anglický zoolog a ornitolog (* 22. listopadu 1847)
- 1921 – Vladimir Galaktionovič Korolenko, ruský spisovatel (* 27. července 1853)
- 1925 – Karl Abraham, německý lékař a psychoanalytik (* 1877)
- 1926 – Taišó, 123. japonský císař (* 31. srpna 1879)
- 1936 – Carl Stumpf, německý filozof, psycholog a muzikolog (* 21. dubna 1848)
- 1938 – Theodor Fischer, bavorský architekt (* 28. května 1862)
- 1942 – Aurel Stodola, slovenský fyzik, vynálezce (* 11. května 1859)
- 1945 – Karl Borromaeus Maria Josef Heller, rakouský entomolog (* 21. března 1864)
- 1948 – Pompeu Fabra, katalánský jazykovědec (* 20. února 1868)
- 1952
  - Margrethe Mather, americká fotografka (* 4. března 1886)
  - Ota z Windisch-Graetze, rakouský šlechtic (* 7. října 1873)
- 1953 – Július Barč-Ivan, slovenský duchovní, spisovatel a dramatik (* 1. května 1909)
- 1954 – Johnny Ace, americký rhythm and bluesový zpěvák (* 9. června 1929)
- 1956 – Robert Walser, švýcarský prozaik (* 15. dubna 1878)
- 1957 – Charles Pathé, francouzský průkopník filmu (* 26. prosince 1863)
- 1961 – Otto Loewi, rakousko-americký fyziolog a farmakolog, Nobelova cena 1936 (* 3. června 1873)
- 1963 – Tristan Tzara, francouzský básník (* 4. dubna 1896)
- 1973
  - İsmet İnönü, druhý turecký prezident (* 24. září 1884)
  - Gabriel Voisin, francouzský průmyslník, průkopník letectví (* 5. února 1880)
- 1977 – Charles Chaplin, britský komik a filmový tvůrce (* 16. dubna 1889)
- 1983 – Joan Miró, katalánský malíř, sochař a keramik (* 20. dubna 1893)
- 1989
  - Elena Ceaușescuová, manželka rumunského prezidenta Nicolae Ceaușescu (* 7. ledna 1916)
  - Nicolae Ceauşescu, rumunský komunistický diktátor (* 26. ledna 1918)
- 1991 – Anton Burger, vedoucí koncentračního tábora v Terezíně (* 19. listopadu 1911)
- 1993
  - Ann Ronell, americká hudební skladatelka a textařka (* 28. prosince 1906)
  - Pierre Auger, francouzský fyzik (* 14. května 1899)
- 1995 – Dean Martin, italskoamerický zpěvák, herec a televizní bavič (* 7. června 1917)
- 1996 – Micha'el Bruno, izraelský ekonom a guvernér izraelské centrální banky (* 30. července 1932)
- 1997 – Anatolij Bukrejev, kazachstánský horolezec (* 16. ledna 1958)
- 1998 – Bryan MacLean, americký zpěvák a kytarista (* 25. září 1946)
- 2001 – Alfred A. Tomatis, francouzský otorhinolaryngolog (* 1. ledna 1920)
- 2004 – Gennadij Strekalov, ruský kosmonaut (* 28. října 1940)
- 2005
  - Birgit Nilssonová, švédská operní pěvkyně (* 17. května 1918)
  - Derek Bailey, britský kytarista (* 29. ledna 1930)
- 2006 – James Brown, americký zpěvák, hudební skladatel a vydavatel (* 3. května 1933)
- 2010 – Carlos Andrés Pérez, venezuelský prezident (* 27. října 1922)
- 2011 – Jim „Motorhead“ Sherwood, americký saxofonista (* 8. května 1942)
- 2012 – Othmar Schneider, rakouský lyžař, olympijský vítěz ve slalomu (* 27. srpna 1928)
- 2013 – Wilbur Thompson, americký olympijský vítěz ve vrhu koulí (* 6. dubna 1921)
- 2016 – George Michael, britský zpěvák a producent (* 25. června 1963)
- 2019 – Peter Schreier, německý operní pěvec (tenorista) a dirigent (* 29. července 1935)
- 2021 – Jean-Marc Vallée, kanadský režisér, scenárista a producent (* 9. března 1963)

## Svátky

### Česko
- Svátek: 1. svátek vánoční

### Svět
- Boží hod vánoční

## Pranostiky

### Česko
- Do Vánoc není ani hladu, ani zimy.
- Lepší Vánoce třeskuté než tekuté.
- Mráz na Boží narození – zima se udrží bez proměny.
- Levné povětří okolo Vánoc předpovídá nám, že zima bude velmi dlouho trvati;
to jest jestli prve nemrzlo, bude potom mrznouti.
- Když čas před Vánocemi až do Tří králů mlhavý a tmavý jest, následují na to nemoci.
- Před Vánocemi neškodí mokro osení, ale tím více po Vánocích.
- Když na Boží hod prší, sucho úrodu naruší.
- Nedej Bůh teplých Vánoc a pošmourného svatého Jiří!
- Vánoce – vánice.
- Když Vánoce obílí stromy sněhem, tak je posype jaro květem.
- Padá-li na Boží narození sníh, hodně obilí bude na polích.
- Vánoce bez sněhu přináší velikou noc sněžnou.
- Zelené Vánoce – bílé Velikonoce.
- Jsou-li zelené Vánoce, Velká noc bude bělit se.
- Vánoce v jeteli – Letnice ve sněhu.
- Jsou-li vrby o Vánocích plny rampouchů, bývají o Velikonocích plny kočiček.
- Jasné Vánoce – hojnost vína a ovoce.
- O Vánocích obloha čistá a hvězdná, bude úrodný rok.
- Na Vánoce mnoho hvězdiček, slepice nanesou mnoho vajíček.
- Světlé hody – tmavé stodoly, tmavé hody – světlé stodoly.
- Temná Vánoční noc přinese světlé stodoly.
- Tmavé Vánoce – světlé stodoly.
- Tmavé Vánoce – dojné krávy, světlé Vánoce – ponesou slepice.
- Tmavým Vánocům a přátelskému koláči nikdy se neraduj!
- Padá-li na Boží hod vánoční sníh, hodně obilí bude na polích.
- Jestli vítr o Vánocích věje, jest v hojnosti dobrá naděje.
- Na Boží hod vánoční vítr od západu přinese mor,
od východu válku, od půlnoci hlad, od poledne dobrý rok.
- Připadne-li Boží narození na čtvrtek, bude rok velmi úrodný, jenom vína bude prostředně.
- V pátek Božího narození – tuhá zima bez prodlení.
- V neděli Božího narození – teplá zima bez prodlení.
- Je-li Božího narození v sobotu, bude málo ovoce, ale vydaří se žito.
- V neděli Božího narození – teplá zima bez prodlení.
- Podle počasí dnů a nocí od Božího narození do svátku Tří králů
určuje se počasí pro dvanáct měsíců příštího roku.
- Na Boží narození o bleší převalení.

| 25. prosinec v pražském KlementinuÚdaje jsou platné k 29. 4. 2025. | 25. prosinec v pražském KlementinuÚdaje jsou platné k 29. 4. 2025. | 25. prosinec v pražském KlementinuÚdaje jsou platné k 29. 4. 2025. |
| minimum                                                            | denní průměr                                                       | maximum                                                            |
| ------------------------------------------------------------------ | ------------------------------------------------------------------ | ------------------------------------------------------------------ |
| −23,4 °C (1870)                                                    | 0,9 °C (od 1961)                                                   | 14,6 °C (1983)                                                     |